# آپتون-آپون-سورن
longitudeآپتون-آپون-سورنlatitudeآپتون-آپون-سورن
آپتون-آپون-سورن (به انگلیسی: Upton-upon-Severn) یک شهرک در بریتانیا است که در Malvern Hills District واقع شده‌است.

## خصوصیات
آپتون-آپون-سورن ۲٬۸۵۹ نفر جمعیت دارد.